# Ngũ Doanh
Ngũ Doanh (chữ Hán giản thể: 五营区âm Hán Việt: Ngũ Doanh khu) là một quận thuộc địa cấp thị Y Xuân, tỉnh Hắc Long Giang, Cộng hòa Nhân dân Trung Hoa. Quận Ngũ Doanh có diện tích 1040 km², dân số 40.000 người. Mã số bưu chính của Ngũ Doanh là 153033. Quận Ngũ Doanh được chia thành các đơn vị hành chính gồm 2 nhai đạo (Ngũ Doanh, Phong Lâm) và 1 trấn Ngũ Tinh.